# Casa de La Asperilla
La casa de la Asperilla fue una residencia de caza de los monarcas castellanos situada en las cercanías de Navas del Rey (Madrid)

## Historia

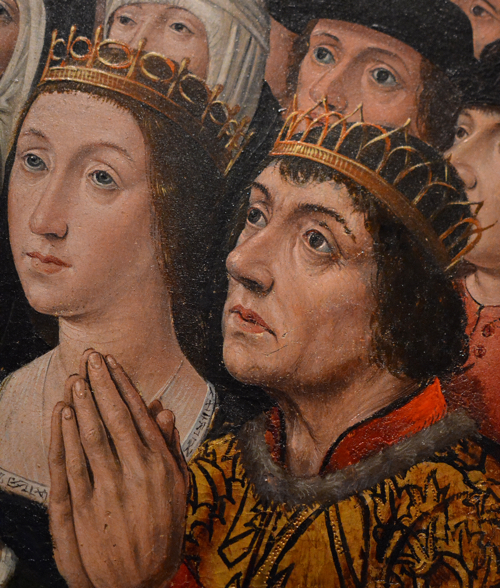
Retrato de Juan II y su esposa Isabel de Portugal, detalle de la Virgen de la Misericordia de Juan de Nalda (c. 1500)

En la Edad Media la corte castellana era itinerante y por tanto, contaba con una gran cantidad de residencias en distintos puntos de su reino. De entre estas residencias, existían algunas destinadas a la actividad cinegética, que se enclavaban en dehesas y bosques de propiedad real. De entre estas destacan la casa del Bosque (antecesora del palacio homónimo en Valsaín (Segovia)) o el palacio de Miraflores (actual cartuja) en las cercanías de Burgos. Como una más de estas residencias, la casa de La Asperilla fue construida a finales del siglo XIII por Juan I de Castilla o su hijo Enrique III, en medio de la conocida como Dehesa Real. Constituía un edificio distinto al castillo de Navas del Rey. En el reinado de este último, fue frecuentado en muchas ocasiones por el monarca y su corte. También fue visitada por Fernando I de Aragón. El hijo de Enrique III, Juan II la utilizaría con una cierta regularidad hasta su última visita el 16 y 17 de mayo de 1453. El edificio no volvió a ser visitado por los sucesivos monarcas castellanos y comenzó un período de deterioro. Aun así lo monarcas no descuidaban la residencia y así, en 1475, concedían la guarda de la misma a Toribio de Madrigal, y en 1477 la tenencia de la residencia fue confirmada por la reina Isabel a Juan de Mendoza, del Consejo Real. Finalmente en 1480, la soberana mandó su demolición.

## Descripción

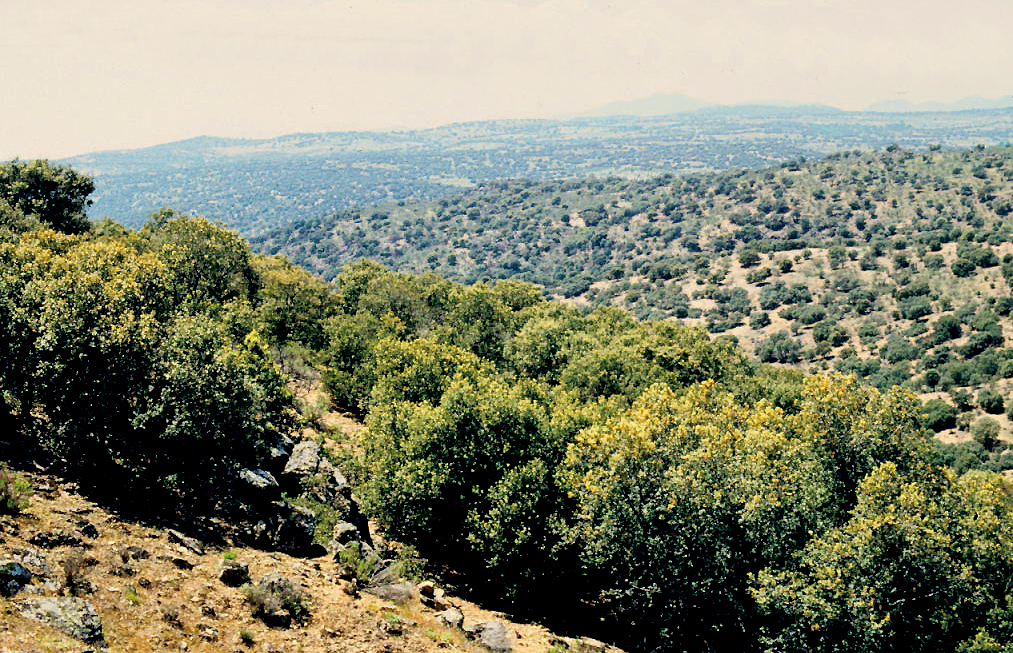
Vista de un bosque de encinas en Valdemorillo, cerca de donde se encontraría la casa de La Asperilla.

No se conocen las características concretas del edificio. Su situación se presume en un lugar cercano a Navas del Rey, no demasiado lejos de Valdemorillo. En aquel momento el edificio se encontraba situado en el sexmo de Casarrubios, parte de la comunidad de ciudad y tierra de Segovia. Se conoce que Juan II concedió a la casa distintas exenciones fiscales. También su hijo Enrique IV, siendo príncipe y señor de Segovia, le concedió exenciones similares.